# Сан Донато (Латина)
Сан Донато је насеље у Италији у округу Латина, региону Лацио.
Према процени из 2011. у насељу је живело 916 становника. Насеље се налази на надморској висини од 25 м.